# 五佛楼
五佛楼因供奉五方佛而得名，是一座复建的木结构楼阁式建筑，位于山西省吕梁市汾阳市文峰街道北关村中心的辰北路南端。
昔日的汾州府府城，是一座“五座连城”，包括主城与东南西北四座关城，主城中心设有鼓楼，而四关也各有一座标志性楼阁，分别是东关辛巷楼、南关南熏楼、西关三皇楼、北关五佛楼，合为五大历史名楼。历经战乱之后，五大历史名楼中只有南熏楼幸存至今。其中五佛楼始建于明成化年间，毁于1946年国共内战期间，于2004年在原址重建，仍旧使用全木结构，但扩大了规模，提高了规格。
新建的五佛楼于2004年10月向公众开放，楼高23.39米，占地面积269平方米，二层三檐，面宽7间，进深五间，飞檐斗拱，歇山顶，改用黄色琉璃瓦覆盖。五佛楼供奉五方佛，二楼佛台中置毗卢遮那佛，东置阿閦佛，南置南方宝生佛，西置阿弥陀佛，北置北方不空成就佛，一楼佛台中央置弥勒佛。。